# Гота
Гота (њем. Gotha) град је у њемачкој савезној држави Тирингија. Једно је од 57 општинских средишта округа Гота. Посједује регионалну шифру (AGS) 16067029.

## Кнежевина
Гота је био седиште кнежевине Сакс-Гота (од 1826. Сакс-Кобург и Гота) основане 1640. Све немачке кнежевине су престале постојати након аболиције крајем Првог светског рата.

## Географски и демографски подаци
Град се налази на надморској висини од 300 метара. Површина општине износи 69,5 km². У самом граду је, према процјени из 2010. године, живјело 45.928 становника. Просјечна густина становништва износи 661 становника/km².

## Индустрија
Гота је било од 1883. седиште фабрике вагона (њем. Gothaer Waggonfabrik), која се за време првог и Другог светског рата бавила са производњом цепелина, ловачких авиона и бомбардера. У Готи је направљен и први млазни авион у Другом светском рату Гота Го 229 познат и као Хортен Хо 229.

## Међународна сарадња
| Мјесто | Држава    | Врста сарадње | Од    |
| ------ | --------- | ------------- | ----- |
|        | САД       | партнерство   | 1993. |
| Мартин | Словачка  | партнерство   | 1997. |
| Кјелце | Пољска    | партнерство   | 1997. |
|        | Француска | партнерство   | 1960. |
| Извор  |           |               |       |